# Nadleśnictwo Radzyń Podlaski
Nadleśnictwo Radzyń Podlaski – jednostka organizacyjna Lasów Państwowych podległa Regionalnej Dyrekcji Lasów Państwowych w Lublinie. Siedziba nadleśnictwa znajduje się w Radzyniu Podlaskim, w powiecie radzyńskim, w województwie lubelskim.
Nadleśnictwo obejmuje część powiatów radzyńskiego, bialskiego, lubartowskiego, łukowskiego i parczewskiego.

## Historia
Nadleśnictwa Radzyń Podlaski i Turów powstały w 1945. Objęły one znacjonalizowane przez komunistów lasy prywatne. W 1972 połączono oba nadleśnictwa pod nazwą nadleśnictwo Radzyń Podlaski. Do poszerzonego w nadleśnictwa Radzyń Podlaski przyłączono wówczas również jedno leśnictwo z nadleśnictwa Wisznice.

## Ochrona przyrody
Na terenie nadleśnictwa znajduje się pięć rezerwatów przyrody:
- Czapliniec w Uroczysku Feliksówka
- Czarny Las
- Kania
- Las Wagramski
- Omelno.

## Drzewostany
Typy siedliskowe lasów nadleśnictwa (z ich udziałem procentowym):
- las mieszany świeży 48%
- las świeży 31%
- bór mieszany świeży 6%
- las mieszany wilgotny 6%
- las wilgotny 6%
- ols 2%
- bór mieszany wilgotny 1%

Gatunki lasotwórcze lasów nadleśnictwa (z ich udziałem procentowym):
- sosna, modrzew 63%
- dąb 19%
- brzoza 10%
- olsza 6%
- inne 2%